# Semantiek
De semantiek of betekenisleer is een wetenschap die zich bezighoudt met de betekenis van symbolen, waarbij het in het bijzonder de bouwstenen van natuurlijke talen die voor de communicatie dienen ofwel woorden en zinnen betreft.

## Hoofdstromingen binnen de semantiek
De studie van woorden is het oudste onderdeel van de semantiek, en omvat onder meer de componentenanalyse en het bestuderen van semen en woordvelden en betekenis op morfologisch niveau, zoals bij verbuigingen en afleidingen, waarbij ook morfemen als de kleinste betekenisdragende eenheden nog worden bestudeerd. De zinssemantiek is later ontwikkeld en richt zich op de betekenis van grotere syntactische eenheden: zinsdelen, zinnen en op het hoogste niveau hele teksten en vertogen.

### Betekenis
Betekenis moet worden onderscheiden van de vorm waarin ze wordt uitgedrukt. Twee zinnen of woorden die dezelfde betekenis hebben, zoals: Jan kust Marie en Marie wordt door Jan gekust, zijn synoniem. Als een enkele zin op twee of meer verschillende manieren kan worden geïnterpreteerd is hij meerduidig ofwel polysemantisch. Een voorbeeld van zo'n zin is Ik zag de man met de verrekijker, waarin niet meteen duidelijk is of het gaat om een man met een verrekijker om zijn nek, of het waarnemen van een man op afstand met behulp van een verrekijker.

### Historische semantiek
Binnen de historische taalkunde speelt betekenisverandering een belangrijke rol. In combinatie met de filosofie wordt dit binnen de semantiek bestudeerd als begripsgeschiedenis. De eerste basis voor dit onderdeel van de semantiek is met name gelegd door Wilhelm Wundt en Antoine Meillet en later Stephen Ullmann. Sinds het eind van de 20e eeuw wordt geprobeerd de historische semantiek meer in overeenstemming te brengen met de cognitieve taalkunde.
Etymologie en betekenisverandering worden wel (gedeeltelijk) als subvelden binnen de historische semantiek beschouwd.

### Interculturele semantiek
Bij communicatie op cultuuroverstijgend niveau gelden dezelfde regels als bij communicatie binnen de eigen cultuur, bijvoorbeeld wanneer het gaat om terminologie en het opstellen van wetenschappelijke modellen. Een van de voorwaarden is daarbij dat men het gezamenlijk eens is over zowel bepaalde concepten als over de bijbehorende (woord)betekenissen. Om misverstanden en conflicten te voorkomen is het noodzakelijk dat de semantiek een cultuuroverstijgende rol gaat spelen, wat concreet betekent dat er een brug wordt geslagen tussen de uiteenlopende manieren waarop als gevolg van de cultuurgebonden semantiek woorden en concepten door verschillende culturen worden geïnterpreteerd.

### Semantiek en waarneming
In de semantiek kan men onderscheid maken tussen de kern van een begrip en de "grijze zone" eromheen. Die grijze zone is geheelomvattend, maar bevat meerdere grijze zones. Die zijn op hun beurt ook weer geheelomvattend. Essentieel is voor elke afzonderlijke zone wel de 'invoer': de door middel van waarnemingen opgedane informatie. Ook bij de mens kan het goed waarnemen tot nieuwe inzichten (begrip) leiden, door het bewustzijn te focussen op zo veel mogelijk verschillende invalshoeken (benaderingen). Door er bewust meerdere omschrijvingen aan te geven wordt in het onderbewustzijn een 'veelzijdig begrip' verkregen, dat naargelang veelomvattend kan zijn. Het bewust toespitsen op zintuiglijke waarnemingen (extravert zijn) vergroot zo de totale begrippen, die ieder afzonderlijk het bewuste begrip weer vergroten. Vervolgens worden bewust bepaalde 'herkenningspunten' verkregen door intuïtie. Deze moeten bewust onthouden worden en dus de input zijn voor het te vormen potentieel. Door te proberen het potentieel altijd te vergroten in vooruitstrevende zin, wordt op den duur ongetwijfeld de essentie duidelijk. Zo ook die van de mens, ten aanzien van zijn (het?) 'bestaan'. Wat vloeit voort uit de karakterisering van een levend wezen als een mens? Welke ethische posities omtrent abortus en euthanasie zijn er? Of nog trivialer, wat is de betekenis van stoel? Hoewel niet iedereen erbij stil staat, kunnen gegeven definities van een stoel erg stereotiep zijn. Ook in een aantal gezaghebbende woordenboeken krijgt hij vier poten. Echter in alle gevallen is het wel het menselijke bewustzijn (afzonderlijk of beter nog tezamen) wat er 'een bepaalde draai' aan kan geven. In de semantiek worden in dit verband begrippen "opgesplitst" in semen, sememen en semantemen om de bijbehorende concepten in de werkelijkheid op overzichtelijke wijze te rangschikken.

### Waarheidsfunctionele semantiek
De waarheidsfunctionele semantiek is in 1944 uitgewerkt door Alfred Tarski. Hierin wordt de betekenis van een zin teruggevoerd op de waarheid, aangezien het concept van waarheid gemakkelijker is te bevatten dan het concept van zinsbetekenis. Op deze manier wordt het begrip betekenis een functie tussen taaluitingen en de buitentalige werkelijkheid, en vormt het waarheidsgehalte van taaluitingen een rechtstreeks criterium voor hun betekenis. In de modeltheoretische semantiek wordt deze theorie verder uitgewerkt.

## Semantiek en aanverwante disciplines

### Semantiek versus pragmatiek
Daarnaast moet de betekenis van een taaluiting worden onderscheiden van de communicatieve lading die ze meedraagt. Veel zinnen betekenen letterlijk iets anders dan wat ermee bedoeld wordt: iemand die vraagt Kun je me het zout aangeven? is niet geïnteresseerd of je fysiek in staat bent het zout door te geven - dit feit wordt namelijk als vanzelfsprekend beschouwd - , maar wil gewoon het zout hebben en geeft dit te kennen met behulp van het hulpwerkwoord kunnen dat een verzoek uitdrukt. Betekenisleer richt zich op de letterlijke betekenis van zinnen, pragmatiek op de achterliggende communicatieve waarde.

### Semantiek versus semiotiek
De studie van de betekenis van tekens en symbolen is een sterk aan de semantiek verwante wetenschap: de semiotiek.
Semantiek kan als een onderdeel van de semiotiek worden beschouwd.

### Semasiologie/Onomasiologie
De semasiologie vormt een subdiscipline binnen de semantiek en beschrijft betekenissen op basis van symbolen. De studie in omgekeerde richting - dus die van woorden of symbolen waarbij de betekenis als uitgangspunt wordt genomen - staat bekend als onomasiologie.
Een beeldwoordenboek of een woordenboek waarin lemma's naar betekenis zijn geordend is in wezen onomasiologisch van aard. Ook de woordveldtheorie heeft een onomasiologische component.
Binnen de semiotiek is het begrip semantiek geïntroduceerd door Charles W. Morris. Sindsdien wordt in de semiotiek onderscheid gemaakt tussen pragmatiek en semiotische syntaxis ofwel syntactiek, al is het onderscheid tussen dit laatste begrip en syntaxis in het algemeen enigszins omstreden.

### Formele semantiek
Een belangrijke zusterdiscipline van de taalkundige semantiek is de formele semantiek, waarin de betekenis van formele talen zoals de propositielogica, de predicatenlogica en de modale logica wordt bestudeerd. Intentie en de hiermee verbonden intensionele semantiek, de semantiek van de mogelijke werelden, spelen een belangrijke rol in de modale logica.
De betekenis van een formele zin kan worden uitgedrukt in logische expressies. De relatie tussen de betekenis en de werkelijkheid wordt met de waarheidswaarden van de booleaanse algebra gelegd: de betekenis van een zin wordt gekenmerkt door alle omstandigheden waarin die zin waar is. De logische expressies laten daarnaast (geldige) redeneringen ofwel presupposities toe, waarin alle logische gevolgen van een zin kunnen worden afgeleid. Als bijvoorbeeld de propositie Ik ben geen man waar is, heeft dit automatisch tot gevolg dat de propositie Niet iedereen is een man ook waar is. De hedendaagse formele semantiek is grotendeels terug te voeren op Gottlob Frege en Ludwig Wittgenstein.
In bredere zin heeft de formele semantiek niet alleen betrekking op de logica, maar op alles wat met de definitie en het gebruik van formele talen binnen uiteenlopende vakgebieden te maken heeft. Voorbeeld daarvan is een modelleertaal die wordt gebruikt voor het vastleggen van informatie in computers, in een declaratieve taal of bij het programmeren van computers. Formele semantiek wordt op grote schaal toegepast in de computationele complexiteitstheorie. Bij nog verdere uitbreiding wordt het begrip formele semantiek zelfs gebruikt als hyperoniem voor alles wat met de semantiek van natuurlijke en formele talen te maken heeft.

## Toepassing van de semantiek in niet-talige contexten

### Informatietheorie
In de informatietheorie wordt onder semantiek de betekenis van geordende opeenvolgingen van informatie verstaan. Een reeks toevallige gebeurtenissen kan in dit verband zeer veel informatie bevatten en in semantisch opzicht toch onbeduidend zijn.

### Systeemtheorie
In de sociologische systeemtheorie wordt onder semantiek de gezamenlijke kennis die een maatschappelijk systeem tot zijn beschikking heeft verstaan. Hierbij gaat het in het algemeen om in sociaal opzicht betekenisvolle representaties die zijn voortgekomen uit de standaardisering van ervaringen, gedachten, handelingen en redenaties.

### Filosofie
Betekenisleer is een oude stroming in de filosofie. In de filosofie richt betekenisleer zich traditioneel op begrippen en concepten, maar in meer recentelijke filosofie ook op zinnen of hele teksten. In het merendeel van de theorieën wordt de betekenis van een zin of woord verankerd dan wel in de waarneming, dan wel in waarheidscondities.
Een belangrijke wending in de conceptuele semantiek is het inzicht van Ludwig Wittgenstein dat de elementen die onder een concept vallen niet moeten worden gezien als een coherente verzameling, maar als een complexe verzameling van objecten met familiegelijkenissen: er is niets dat alle dingen die we spel noemen gelijk hebben, maar er zijn verscheidene kenmerken die veel van de spelen hebben, maar niet alle.
Enkele kernbegrippen in de semantiek:
- de denotatie is datgene in de werkelijkheid waar een woord of zin op slaat
- de connotatie is de overige waarde die door dat woord of die zin wordt uitgedrukt
- de waarheidscondities van een zin zijn alle omstandigheden waaronder die zin waar is

Sinds het belangrijke onderscheid tussen signficant/significaat (signifiant/signifié) enerzijds en referent anderzijds is gemaakt door Ferdinand de Saussure, en het onderscheid tussen connotatie en denotatie is uitgewerkt door Gottlob Frege, is de filosofische semantiek sterk verweven geraakt met zowel de taalkundige semantiek als de semiotiek. Binnen dit deelgebied van de semantiek worden tegenwoordig verder cognitieve significantie, informationele significantie en pragmatische significantie onderscheiden.
De semantiek neemt verder een centrale plaats in binnen de analytische filosofie. Onder taalfilosofie werd een tijdlang alleen maar semantiek verstaan, totdat de gebruikstheorie en taalkundigen zoals Ludwig Wittgenstein het onderscheid met de pragmatiek verduidelijkten.

### Industriële vormgeving
Binnen de industriële vormgeving wordt gesproken over de semantiek van vormen. Hiermee wordt bedoeld dat (een deel van) een voorwerp door zijn vorm aan de gebruiker kan laten weten welke functie het vervult of wat de gebruiker ermee kan doen. Zo wordt een cilindervormige knop met groeven aan de zijkant begrepen als draaiknop, terwijl andere knoppen door hun vorm laten zien dat men hem kan indrukken of verschuiven.

### Semantisch Web
Het Semantisch web heeft betrekking op de uitbreiding van het World Wide Web via inbedding toegevoegd semantische metadata, 
het gebruik van semantische data modellering technieken, 
zoals Resource Description Framework (RDF) en Web Ontology Language (OWL).